# ドーンサック郡
ドーンサック郡（ドーンサックぐん）とはタイ南部に位置する、スラートターニー県の南部に位置する郡（アムプー）。

## 歴史

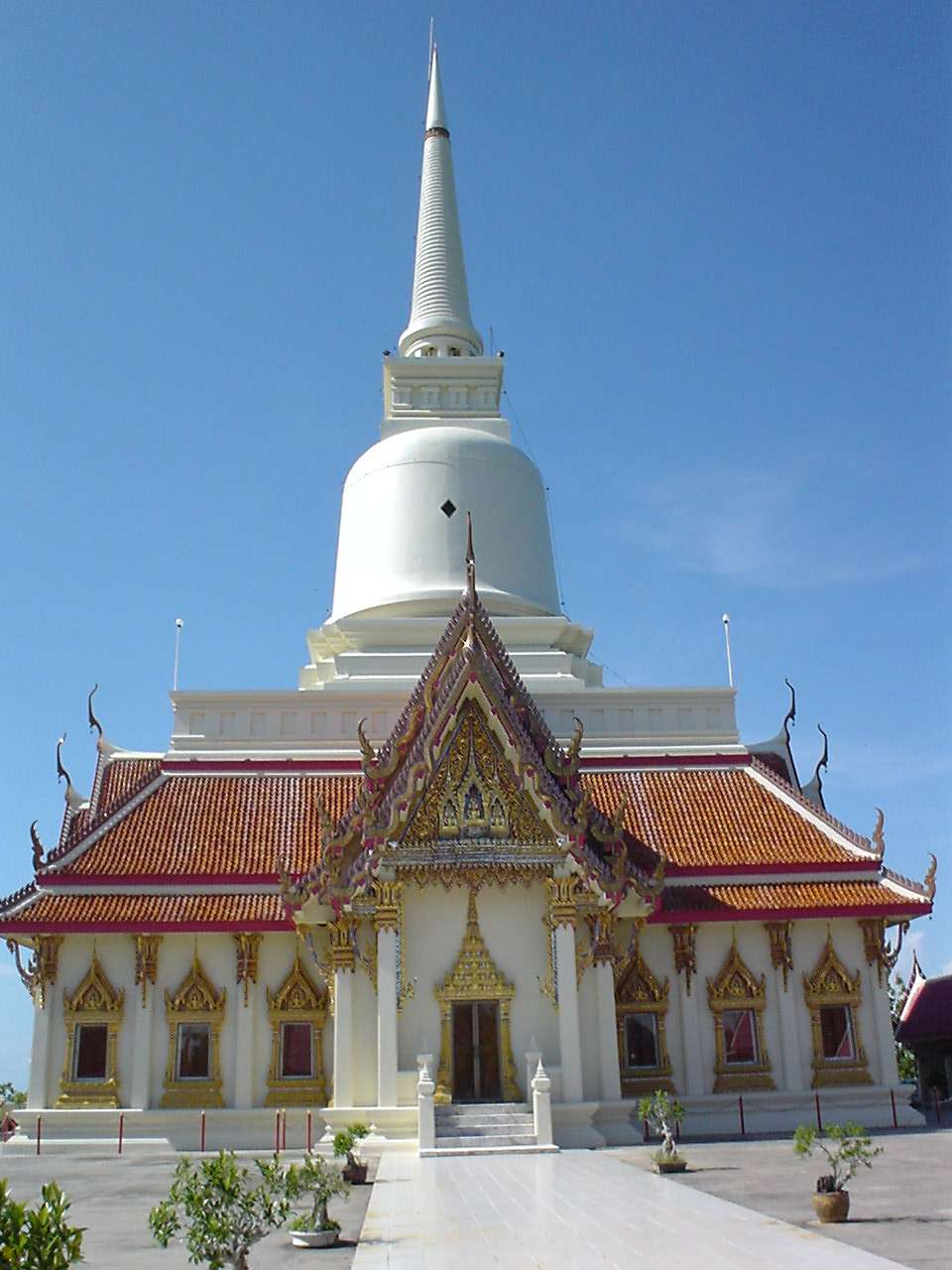
ワット・カオスワンナプラディット

ドーンサックは1969年3月24日の分郡（キンアムプー）として、カーンチャナディット郡から分離して成立した。カーチャンディット郡のタムボン・チャイヤークラームの住民がドーンサックに加わることを願いでたため同年9月1日にタムボン・チャイヤクラームはドーンサック分郡の管轄下に移行した。その後1971年11月16日には郡（アムプー）へと昇進。1978年2月14日にはタムボン・ドーンサックとタムボン・チャイヤークラームから一部が分離し郡内でタムボン・パークプレークを形成した。
1982年にチエンマイから舎利（仏陀のものと言われる骨）が招来され、それをまつるための寺院が地元の名僧、ルワンポー・チョーイに建てられた。この寺はワット・カオスワンナプラディットと言い、タイ全国からの参拝客を集める場所となっている。

## 地理
郡内には手つかずの自然の残る地域があり、一部がパークローンヤン野生生物保護区として保護されている。その保護区内にあるウィパーワディー滝は地元の名所として有名である。
海にはワンヒンと呼ばれるビーチがあり、宿泊施設も整っており、サムイ島などへ向かう中継地でもあることから、一時滞在先として利用されることが多い。ドーンサックはサムイ島へ向かうフェリーの出航する場所である。

## 経済
農業や漁業が盛んである。農業はパームヤシやパラゴムノキなどの生産が行われる。

## 行政区分
ドーンサック郡は、4つのタムボンに分けられ、さらにその下位に37の村（ムーバーン）が存在する。テーサバーン（自治体）が一つ設置されている。
- テーサバーンタムボン・ドーンサック・・・タムボン・ドーンサックの一部

以下は郡内のタムボンの一覧である。
| 1. タムボン・ドーンサック・・・ตำบลดอนสัก 2. タムボン・チョンクラーム・・・ตำบลชลคราม 3. タムボン・チャイクラーム・・・ตำบลไชยคราม 4. タムボン・パークプレーク・・・ตำบลปากแพรก | 郡内のタムボン |